# Алосексуальність
Алосексуальність (грец. állos - інший) — здатність відчувати статевий потяг. Термін часто використовується для опису осіб, які не є асексуальними, або відсутності ідентифікації з асексуальністю.  Той, хто відчуває алосексуальність, є алосексуалом.
Інші терміни для опису несексуальних людей включають zedsexual,  або просто сексуал.   
Термін алосексуальність не вказує на напрямок сексуального потягу, тобто алосексуал — це людина, яка може бути є гетеросексуалом, геєм, бісексуалом або пансексуалом. Цей термін також не вказує на те, як часто особа відчуває сексуальний потяг або бере участь у сексі чи сексуальних контактах.

## Історія
У медичному контексті термін алосексуальний потяг використовувався на відміну від аутосексуального для опису сексуального потягу до інших, тобто сексуального потягу пари чи кількох людей. Термін був придуманий асексуальною спільнотою як спосіб назвати та обговорити досвід неасексуальних людей, для нормалізації асексуальності. Дефініції алосексуальність та асексуальність означають сексуальну орієнтацію, таким чином, що асексуальність не вважається відхиленням від того, що є загальноприйнятим «нормальним» (алонормативним). 

## Суспільство і культура
Згідно із дослідженнями, асексуали становлять 1% або менше від загального населення та близько 1,7% ЛГБТ-популяції.  Оскільки більшість людей класифікують як алосексуалів, дехто розглядає це як природний спосіб існування, а асексуальність – як відхилення від цієї норми.  Фізична близькість вважається невід’ємною частиною романтичних стосунків між алосексуалами, що може ускладнити комунікацію між асексуальними та алосексуальними особами, так як зниження статевого потягу було виведено клініцистами в ряд окремих розладів — гіпоактивний розлад сексуального бажання (знижене сексуальне бажання). Поряд з термінами алосексуальність використовують також терміни алонормативність та алороматничність.